# ناحیه اسکوا گروو، شهرستان دیکلب، ایلینوی
ناحیه اسکوا گروو (به انگلیسی: Squaw Grove Township) یک منطقهٔ مسکونی در ایالات متحده آمریکا است که در شهرستان دیکلب واقع شده‌است. ناحیه اسکوا گروو ۲۳۵ متر بالاتر از سطح دریا واقع شده‌است.